# Croton astroites
Pour Croton astroites, Willd, voir Croton flavens.
Espèce
Croton astroites est une espèce de plantes à fleurs du genre Croton et de la famille des Euphorbiaceae, présente de Puerto Rico aux Petites Antilles.
Il a pour synonymes :
- Croton astroites var. genuinus, Müll.Arg., 1866
- Croton astroites var. lanceolatus, Müll.Arg.,1866
- Croton phlomoides, Pers., 1807
- Croton venosus, Spreng., 1822
- Lasiogyne phlomoides (Pers.) Griseb.